# Stenomicra delicata
Stenomicra delicata är en tvåvingeart som först beskrevs av Collin 1944. Enligt Catalogue of Life ingår Stenomicra delicata i släktet Stenomicra och familjen savflugor, men enligt Dyntaxa är tillhörigheten istället släktet Stenomicra och familjen dvärgflugor. Arten är reproducerande i Sverige. Inga underarter finns listade i Catalogue of Life.